# Nowoleska Góra
Nowoleska Góra – wzgórze (383 m n.p.m.) w południowo-zachodniej Polsce, we Wzgórzach Strzelińskich, na Przedgórzu Sudeckim.

## Położenie
Położona na obszarze chronionego krajobrazu, w środkowo-zachodniej części Wzgórz Strzelińskich stanowiących mikroregion Wzgórz Niemczańsko-Strzelińskich, około 4,5 km. na południowy wschód od miejscowości Biały Kościół, po północnej stronie drogi lokalnej Witostowice – Dobroszów.
Po wschodniej stronie wzgórza położona jest miejscowość Dobroszów.

## Charakterystyka
Nowoleska Góra jest jednym z wyższych wzniesień w głównym grzbiecie Wzgórz Strzelińskich, wyraźnie wyodrębniającym się w terenie. Ma kształt stożkowo-kopulasty, z wyraźnie podkreślonym płaskim szczytem, o dość stromo opadających: wschodnich, zachodnich i południowych zboczach. Zbocze północne łagodnie schodzi w kierunku Folwarcznej Góry, tworząc w grzbiecie przed szczytem niewielkie siodło.

## Budowa geologiczna
Wzgórze zbudowana jest ze skał metamorficznych, które przykryte są utworami polodowcowymi epoki plejstoceńskiej – między innymi lessami. W całości porośnięta jest wyżynnym lasem mieszanym z przewagą buka.

## Wieża
Do 2008 r. na szczycie znajdowała się drewniana wieża widokowa, rozebrana z powodu złego stanu technicznego.

## Szlaki turystyczne
Ząbkowice Śląskie - Bobolice - Cierniowa Kopa - Zameczny Potok - Muszkowicki Las Bukowy - Muszkowice - Henryków - Raczyce - Witostowice - Nowolesie - Nowoleska Kopa - Kalinka - Nowina - Dzierzkowa - Siemisławice - Przeworno – Krzywina – Garnczarek – Skrzyżowanie pod Dębem – Biały Kościół
 Kuropatnik – Skrzyżowanie pod Dębem – Skrzyżowanie nad Wąwozem Pogródki – Nowoleska Kopa